# Liste der Erzbischöfe von Rouen
Die folgenden Personen waren Bischöfe und Erzbischöfe des Erzbistums Rouen:
- Nicasius, ca. 250–260 (?)
- Mello, ca. 260–311/312
- Avitian (Avitus), 311/312–ca. 325 (314 Konzil von Arles)
- Severus, ?–ca. 341
- Eusebius, ca. 341–366 (344 urkundlich bezeugt)
- Marcellinus, 366–385
- Petrus, 385–393
- Victricius, 395 (383)–417
- Innocentius, 417–ca. 426
- Sylvester, um 433
- Malso, ?
- Germanus, um 461
- Crescentius, ?
- Godardus (Gildard.), ca. 490–525, (511 1. Konzil von Orléans)
- Flavius (Filleul), 533–ca. 542
- Evodius ca. 542–550?
- Praetextatus, 550–577
- Melantius, 577–584
- Praetextatus, 584–586 (2. Mal)
- Melantius, 586/589–601 (2. Mal)
- Hidulphus, 602–631
- Romanus, 631–639
- Ouen (Audoenus), 640–683
- Ansbertus, 684–695
- Grippo (Griphon ?), 696–ca. 713
- Rollandus (Robertus), 713–720
- Hugo, 722–730 (auch Bischof von Bayeux und Paris) (Arnulfinger)
- Ratbertus, ca. 730–734
- Grimo, vor 744–ca. 748 (erster Erzbischof)
- Ranfredus, 745–754
- Remigius, 754–771, † 771 (Karolinger)
- Hugo (II.), 762–769 (unsicher)
- Mainardus (Meginardus), 772–799
- Gilbert, ca. 800–828
- Ragnoard, 828–837
- Gombaudus (Guntbaldus), 836–849
- Paulus, 850–855
- Wanilo (Venilon), 856–869
- Adalard (Adaplardus), 871–872
- Riculphus, 872–875
- Joannes, 876–ca. 888
- Leo, 888–889 (?)
- Wido (Witton), 892–909
- Franco, 912–919 (taufte Rollo der Normandie)
- Gonthardus, 919–942
- Hugo II. OSB, 942–989
- Robert von Normandie, 989/990–1037 (auch Graf von Évreux, Rolloniden)
- Mauger, 1037–1055 (Rolloniden)
- Maurilius, 1055–1067
- Johannes von Bayeux, 1067–1078 (auch Bischof von Avranches, Haus Ivry)
- Guilielm Bonne-Âme, 1079–1110
- Godefred, 1111–1128
- Hugues III. von Amiens, 1130–1164
- Richard von Gloucester, † 3. April 1143, Enkel des englischen Königs Heinrich I. (Rolloniden)
- Rotrou de Beaumont, 1165–1184 (Haus Beaumont)
- Gualterus de Coutances (Walter de Coutances), 1184–1208
- Robert Poulain (le Bégue), 1208–1222
- Theobaldus d’Amiens, 1222–1229
- Mauritius, 1231–1235
- Petrus de Colmieu, 1235/37–1245 (dann Bischof von Albano, Kardinal)
- Odo (Eudes Clément), 1245–1247
- Eudes Rigaud OFM, 1248–1275
- Guillaume de Flavacourt, 1278–1306
- Bernard de Fargues, 1306–1311 (dann Erzbischof von Narbonne)
- Gilles I. Aycelin de Montaigut (Aegid. Ascelin), 1311–1319
- Guillaume de Durfort OSB, 1319–1330
- Pierre Roger de Beaufort OSB, 1331–1338 (Kardinal, später Papst Clemens VI.)
- Aimery Guenaud, 1338–1342
- Nicolas Rogier OSB, 1342–1347 (Haus Rogier de Beaufort)
- Joannes de Marigny, 1347–1351
- Pierre de la Forêt, 1352–1356 (davor Bischof von Paris 1350–1352; Kanzler von Frankreich 1349–1357 und 1359–1361; Kardinal; † 1361)
- Guillaume IV. de Flavacourt, 1356–1359
- Philippe d’Alençon, 1359–1375 (bis 1360 auch Bischof von Beauvais, danach Patriarch von Jerusalem, Sohn des Grafen Karl II. von Alençon)
- Pierre de La Jugie (de la Montre) OSB, 1375 (Kardinal)
- Guillaume de Lestrange, 1375–1389
- Guillaume de Vienne OSB, 1389–1407
  - Jean d’Armagnac, 1407–1408 (Elekt)
- Louis d’Harcourt, 1409–1422
- Jean de La Roche-Taillée, 1423–1426 (Kardinal)
  - Jean de Rochetaillée, 1426–1431 (Apostolischer Administrator)
- Hugo des Orges, 1431–1436
- Ludwig von Luxemburg, 1436–1443 (Kardinal)
- Rudolf. Roussel, 1443–1452
- Guillaume d’Estouteville OSB, 1453–1482 (Kardinal)
- Robert de Croixmare, 1483–1494
- Georges (I.) Kardinal d’Amboise, 1493–1510 (Haus Amboise)
- Georges (II.) d’Amboise, 1511–1550 (Haus Amboise)
- Charles (I.) Kardinal de Bourbon, 1550–1582 (auch Kanzler von Frankreich 1589)
- Charles (II.) Kardinal de Bourbon, 1582–1594
- Charles III. de Bourbon, 1597–1604
- François Kardinal de Joyeuse, 1605–1615
- François II. de Harlay 1614 Koadjutor, 1615–1651
- François III. de Harlay de Champvallon, 1651–1671 (dann Erzbischof von Paris)
- François IV. Rouxel de Médavy de Grancey, 1671–1691
- Jacques-Nicolas Colbert, 1691–1707 (Haus Colbert)
- Claude-Maur d’Aubigné, 1708–1719
- Armand Bazin de Bezons, 1719–1721
- Louis III. de La Vergne de Tressan, 1724–1733
- Nicolas Kardinal de Saulx-Tavannes, 1733–1759
- Dominique Kardinal de La Rochefoucauld, 1759–1800
- Etienne-Hubert Kardinal de Cambacérès, 1802–1818
- François de Pierre de Bernis, 1819–1823
- Gustav Maximilian Kardinal von Croÿ, 1824–1844
- Louis Blanquart de Bailleul, 1844–1858
- Henri Kardinal de Bonnechose, 1858–1883
- Léon Kardinal Thomas, 1883–1894
- Guillaume Kardinal Sourrieu, 1894–1899
- Frédéric Fuzet, 1899–1915
- Louis-Ernest Kardinal Dubois, 1916–1920 (dann Erzbischof von Paris)
- André du Bois de La Villerabel, 1920–1936
- Pierre-André-Charles Kardinal Petit de Julleville, 1936–1947
- Joseph-Marie-Eugène Kardinal Martin, 1948–1968
- André Pailler, 1968–1981[1]
- Joseph Duval, 1981–2004[2]
- Jean-Charles Descubes, 2004–2015[3]
- Dominique Lebrun, seit 2015[4]